# Ernest Dereani
Ernest Dereani, slovenski zdravnik oftalmolog, narodni delavec in strokovni pisatelj, * 9. januar 1877, Žužemberk, † 16. oktober 1949, Ljubljana.

## Življenje in delo
Ernest Dereani izhaja iz številne družine, v kateri se je rodilo 15 otrok. Ded Giacomo se je v Žužemberk priselil iz severne Italije. Ljudsko šolo je obiskoval v rojstnem kraju, gimnazijo v Novem mestu, kjer je 1895 tudi maturiral. Diplomiral je leta 1902 na graški Medicinski fakulteti in se specializiral iz oftalmologija in otorinolaringologije. Strokovno se je izpopolnjeval v Gradcu Berlinu. Od 1904 do začetka 1. svetovne vojne je delal v Gorici, med vojno je bil vojaški zdravnik v Tolminu in Ljubljani. Ker se po končani vojni ni smel vrniti v Gorico, je 1919 začel prakso pri okulistu dr. Emilu Bocku v Ljubljani, kasneje pa začel zasebno prakso. Posebej se je ukvarjal s trahomom in očesno tuberkulozo. Napisal je knjigo Očesna tuberkoloza (1936).
Za primorske Slovence so posebno važna njegova goriška leta. Ob prihodu v Gorico se je začel aktivno udeleževati narodnega in društvenega življenja. Dereani je zaslužen za gradnjo ljudske šole in otroškega vrtca na Blanči (Gorica). V politiko je stopil leta 1907, ko je postal član odbora narodno napredne stranke in bil agitator na strankinih predvolilnih shodih.